# Keramik der Indus-Kultur

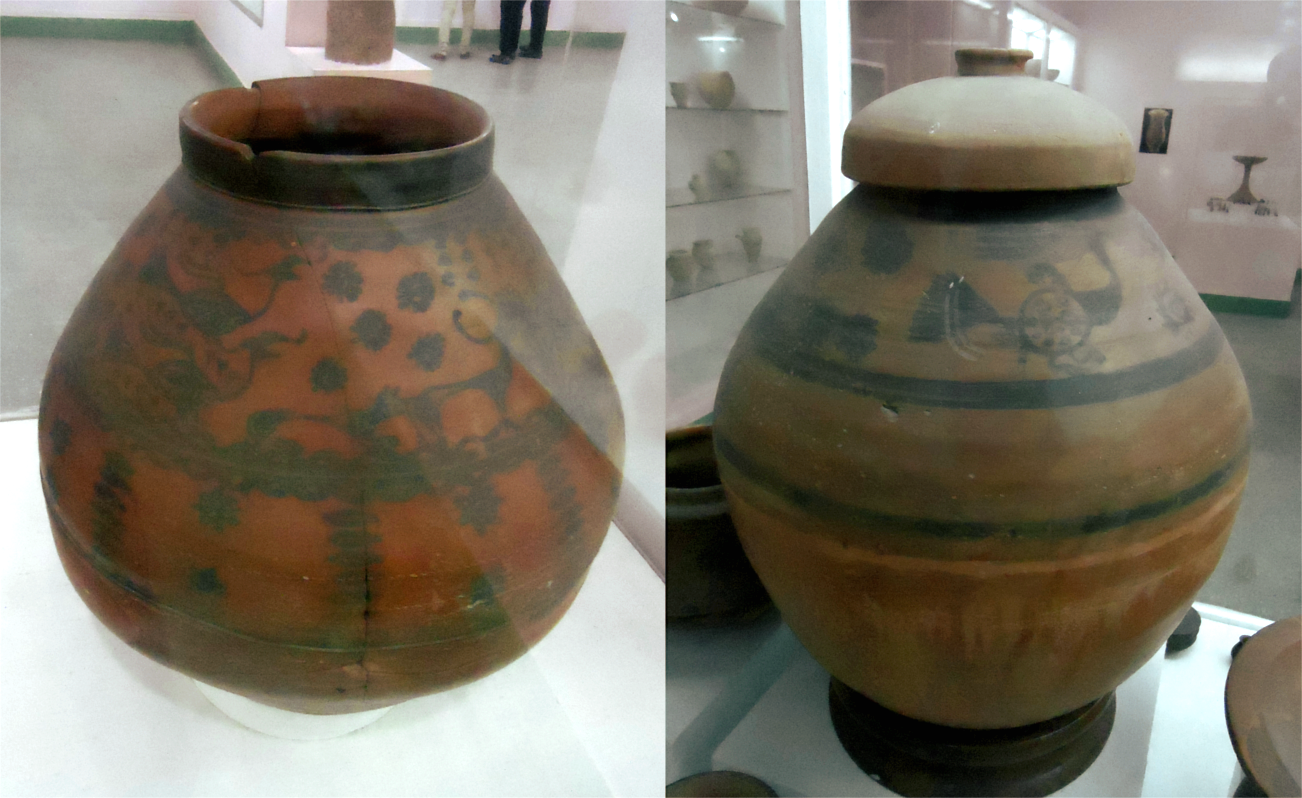
Zwei Gefäße aus Harrappa

Die Keramik der Indus-Kultur (ca. 2500–1900 v. Chr.) stellt deren wichtigste und best bekannte Objektgruppe dar.
Wie in fast allen archäologischen Kulturen, beginnend mit dem Neolithikum, ist die Keramik auch in der Indus-Kultur das am häufigsten vertretene Fundgut bei Ausgrabungen. Wie jedoch auch bei vielen anderen Objektgruppen dieser Kultur ist bisher nur sehr schwer eine Entwicklung innerhalb der Keramik auszumachen. Die Keramik der Indus-Kultur stellt sich uns als solche relativ geschlossen dar. Immerhin hat es den Anschein, dass Bemalung auf Keramik eher in die Frühzeit zu datieren ist. Es scheint auch regionale Stile und Besonderheiten gegeben zu haben.

## Technik
Die Keramik der Indus-Kultur ist zum großen Teil mit einer Töpferscheibe hergestellt worden, nur wenige Formen sind handgemacht. Zu diesen gehören kleine Pokale, die manchmal mit einer kurzen Inschrift gestempelt sind. Sie haben meist einen hellen Überzug. Die Keramik wurde in runden Öfen mit durchlöchertem Boden, unter dem das Feuer brannte, hergestellt.

## Bemalung
Der Großteil der Keramik besteht aus einem rötlichen Ton mit rotem Überzug. Ein Teil der Keramik ist bemalt. Diese Dekorationen sind in schwarzer Farbe aufgetragen. Die gemalte Dekoration besteht meist aus horizontalen Linien, seltener kommen Muster, die aus pflanzlichen Motiven zusammengesetzt sind, vor. Figürliche Darstellungen beschränken sich auf Tiere, wie Pfauen oder Fische. Menschliche Figuren sind ganz selten. Alle Dekorationen sind stark stilisiert. Neben der Keramik mit einem roten Überzug sind solche mit einem hellen auch häufig anzutreffen. Diese sind jedoch in der Regel unbemalt. Selten ist graue Keramik. Sie ist meist gut poliert, hat aber keinen Überzug und nie Bemalung.

## Formen
Die Gefäße haben in der Regel einen flachen Boden. Es gibt die schon genannten Pokale, verschiedene Formen von flachen und hohen Schüsseln. Es gibt hohe vasenartige Gefäße und Becher. Besonders typisch sind perforierte, also durchlöcherte Gefäße, deren Funktion bisher unklar ist. Kleine Vasen mit einem engen Hals enthielten vielleicht Kosmetik.